# SC-04E
ドコモ スマートフォン GALAXY S4 SC-04E（ドコモ スマートフォン ギャラクシー エス フォー エスシーゼロヨンイー）は、韓国のサムスン電子によって開発された、NTTドコモの第3.9世代移動通信システム（Xi）と第3世代移動通信システム（FOMA）のデュアルモード端末である。ドコモ スマートフォン（第2期）のひとつ。製品番号はSGH-N045。

## 概要
SC-06D及びSC-03Eの後継機種で、グローバルモデルであるGALAXY S4の日本国内ローカライズモデルとなる。当初はdocomo NEXT seriesとしての発売が予定されていた。CPUに関してはグローバル版では4+4コアモデルも用意されているが、日本モデルは4コアとなっている。
キャッチコピーは「The Flagship model」。
日本向け仕様として赤外線通信・NOTTVに対応している。また、FeliCaに対応している。ただし、赤外線通信はリモコン操作のみにとどまり、データ交換などには利用できない。NFCの決済には非対応。
なお、防水性能は備えていない。
本機とグローバルモデルの主な違いは以下の通りである。
- 性能面では、LTE非対応グローバルモデルのCPUはサムスン自社製の4+4コア(合計8コア) 1.6GHz で、本機などのLTE対応モデル（韓国以外）などのCPUはクアルコム製4コア 1.9GHz。全モデルでRAM容量は2GBである。
- 日本向けGALAXYシリーズのスマートフォンでは初となるNOTTV(モバキャス)に対応[2]。
- 前面上部のロゴは「SAMSUNG」の代わりに「NTT docomo Xi」となっている。グローバルモデルでは、キャリアロゴ等はリアカバーに付けられていることが多い。
- ドコモ限定カラーとして、Blue Arcticを設定[3]。

## 搭載アプリ
Google標準アプリ
- Chrome
- Gmail
- Google+
- Google検索
- Playストア
- Playブックス
- Playムービー
- YouTube
- トーク(→ハングアウト)
- ナビ
- マップ
- メッセンジャー
- ローカル
- 音声検索

メーカー提供アプリ
- ChatON
- Dropbox
- Eメール
- Group Play
- POLARIS Office 5
- S Health
- Samsung Apps
- Samsung Hub
- Samsung Link
- SMS
- Sプランナー
- Sボイス
- Sメモ
- TripAdvisor
- WatchON
- おサイフケータイ
- カメラ
- ギャラリー
- ストーリーアルバム
- ダイヤル
- ダウンロード
- ブラウザ
- ボイス レコーダー
- マイビデオ
- マイファイル
- ミュージック
- ワンセグ
- 辞典
- 設定
- 電卓
- 時計
- 取扱説明書
- 連絡先

## 主な機能
| 主な対応サービス                                | 主な対応サービス                         | 主な対応サービス                     | 主な対応サービス                                       |
| ----------------------------------------------- | ---------------------------------------- | ------------------------------------ | ------------------------------------------------------ |
| タッチパネル/加速度センサー                     | Xi/FOMAハイスピード                      | Bluetooth                            | DCMX/おサイフケータイ/NFC/かざしてリンク/赤外線/トルカ |
| ワンセグ/フルセグ/モバキャス                    | メロディコール                           | テザリング                           | WiFi IEEE802.11a/b/g/n/ac                              |
| GPS                                             | ドコモメール/電話帳バックアップ          | デコメール/デコメ絵文字/デコメアニメ | iチャネル                                              |
| エリアメール/ソフトウェアーアップデート自動更新 | デジタルオーディオプレーヤー(WMA)(MP3他) | GSM/3Gローミング(WORLD WING)         | フルブラウザ/Flash Player                              |
| Google Play/dメニュー/dマーケット               | Gmail/Google Talk/YouTube/Picasa         | バーコードリーダ/名刺リーダ          | ドコモ地図ナビ/Google Maps/ストリートビュー            |

## ツートップ戦略による販売
ドコモでは、ハイエンドの本機種とミッドレンジのソニーモバイルコミュニケーションズのXperia A（SO-04E）を「ツートップ」として、2013年夏モデルの他機種よりも実質負担金を安くして販売し、これまで、特定のメーカーの機種を優遇して販売することはなかったドコモが販売戦略を変化させたことが注目を集めた。
その結果、NECカシオモバイルコミュニケーションズ、パナソニック モバイルコミュニケーションズが2013年夏モデルを最後に日本のスマートフォン市場から撤退した。

## 歴史
- 2013年5月15日 - NTTドコモより発表。
- 2013年5月16日 - Black Mist・White Frostの事前予約受付開始。
- 2013年5月23日 - Black Mist・White Frost発売開始。
- 2013年6月16日 - Blue Arctic発売開始。
- 2014年2月17日 - Android 4.3へアップデート開始。
- 2014年7月8日 - Android 4.4.2へアップデート開始。
- 2015年10月5日 - Android 5.0へアップデート開始。

## アップデート・不具合など
2013年6月11日のアップデート
- ブラウザアプリ選択画面で「毎回」を選択しているにもかかわらず、選択画面が再度表示される場合がある不具合を修正する。
- ビルド番号がJDQ39.SC04EOMUAMDIからJDQ39.SC04EOMUAMF1になる。

2013年6月20日のアップデート
- ブックマーク内のリストを非表示後、携帯電話(本体)を電源OFF/ONすると再度表示される場合がある不具合を修正する。
- ビルド番号がJDQ39.SC04EOMUAMF1からJDQ39.SC04EOMUAMF2になる。

2013年9月24日のアップデート
- ブラウザ上の「ウインドウ」アイコンを押下しても反応しない場合がある不具合を修正する。
- 「緊急通報」画面に選択表示される緊急通報番号（110番、119番、118番）の削除[9]。
- ビルド番号がJDQ39.SC04EOMUAMDI、JDQ39.SC04EOMUAMF1、JDQ39.SC04EOMUAMF2、JDQ39.SC04EOMUAMG2からJDQ39.SC04EOMUAMI1になる。

2013年12月12日のアップデート（機能バージョンアップ）
- GALAXY Gear（SM-V700）へ対応。
- ギャラリーアプリ内の画像を閲覧すると、まれに携帯電話（本体）がフリーズ後、ギャラリーアプリが強制終了する場合がある不具合を修正する。
- ビルド番号がJDQ39.SC04EOMUAMDI、JDQ39.SC04EOMUAMF1、JDQ39.SC04EOMUAMF2、JDQ39.SC04EOMUAMG2、JDQ39.SC04EOMUAMI1からJDQ39.SC04EOMUAML2になる。

2014年2月17日のアップデート（OSバージョンアップ）
- Android 4.3における共通の変更点
  - Bluetooth Smartに対応。
- 機能バージョンアップ
  - [docomo ID」認証の本格導入対応
    - 端末にdocomo IDを設定することが可能。docomo IDを端末に設定することで、対応するサービスアプリ[11]でのdocomo ID入力が不要になる。
    - Wi-Fiオプションパスワードがdocomo IDに統合[12]

  - 端末を紛失した際などに、パソコン（My docomo）から回線を指定して、遠隔操作で端末初期化およびSDカードのデータを消去できるサービス「遠隔初期化」に対応
  - 新「ドコモバックアップアプリ」の提供開始
    - SDカードバックアップ対応項目のうち、音楽、ブックマーク、通話履歴、ユーザ辞書について、データ保管BOXへのアップロードが可能となる。
- 本機独自機能の追加
  - 災害時など、緊急時すぐに充電することができない状況において、待受状態を少しでも長持ちさせるために、通常時と比較して電池の消費量を最大約40%低減することができる「緊急時長持ちモード」に対応。
  - 設定メニューより安全サポートをONにすると、緊急時に音量アップキーとダウンキーを3秒間押し続けることで、周囲に危険を知らせるサイレン音を鳴らすと同時に、あらかじめ設定した緊急メッセージを緊急連絡先通知する「緊急ブザー」に対応。
  - 1つのキーに、日本語・英語・数字の8つのフリック入力文字を配置し、入力モードの切り替えなしでスムーズな文字入力が可能となった「8フリック文字入力」に対応。
- 不具合修正
  - ワンセグにて録画したコンテンツを再生中、まれに正しく再生されない場合がある不具合を修正する。
- ビルド番号がJDQ39.SC04EOMUAMDI、JDQ39.SC04EOMUAMF1、JDQ39.SC04EOMUAMF2、JDQ39.SC04EOMUAMG2、JDQ39.SC04EOMUAMI1、JDQ39.SC04EOMUAML2からJSS15J.SC04EOMUBNB1になる。

2014年4月15日のアップデート ※Android 4.3にアップデートされた端末が対象
- - Sプランナーで作成した予定をタップすると、エラーメッセージが表示される場合がある不具合を修正する。
- ビルド番号がJDQ39.SC04EOMUAMDI、JDQ39.SC04EOMUAMF1、JDQ39.SC04EOMUAMF2、JDQ39.SC04EOMUAMG2、JDQ39.SC04EOMUAMI1、JDQ39.SC04EOMUAML2、JSS15J.SC04EOMUBNB1からJSS15J.SC04EOMUBNC3になる。

2014年7月8日のアップデート（OSバージョンアップ）
- 本機独自機能の追加
  - 「緊急時長持ちモード」の機能改善
    - 懐中電灯（フラッシュライトを点灯）をホーム画面上から起動することが可能。
    - 緊急アラームをホーム画面上から起動することが可能。
    - あらかじめ登録しておいた連絡先（最大4件まで）に現在位置情報を付加したメッセージを送信することができる「現在地を共有」機能を追加。

  - 「ユーザ補助」の機能改善
    - 音楽やビデオなどの音に合わせて本端末が振動する「自動反応バイブ」機能を追加。
    - 機能操作時に、速やかにメニューにアクセスし操作性を向上する「アシスタントメニュー」機能を追加。
    - ホームボタンを素早く3回押してユーザ補助機能を設定／解除できる「ダイレクトアクセス」機能を追加。

  - 「プリンタ連携機能」の追加。パソコンが無くても写真やホームページの印刷が利用可能になる。
- その他
  - OSバージョンアップと合わせて、spモードメールがドコモメールに切り替わる[14]。
  - ドコモ絵文字をリニューアル。収録数が252個から698個に拡大。
- 不具合修正
  - ブラウザ起動後、まれにきせかえコンテンツがダウンロードできない場合がある不具合を修正する。
- ビルド番号がJSS15J.SC04EOMUBNC3からKOT49H.SC04EOMUFNF6になる。

2014年10月2日のアップデート
- ※2014年7月8日より提供しているOSバージョンアップを実施された携帯電話が対象となるため、事前にOSバージョンアップを実施するか、またはPC接続による方法でソフトウェア更新を実施する必要がある。
- Gガイド番組表アプリからワンセグを起動できない場合がある不具合を修正する。
- ビルド番号がJDQ39.SC04EOMUAMDI、JDQ39.SC04EOMUAMF1、JDQ39.SC04EOMUAMF2、JDQ39.SC04EOMUAMG2、JDQ39.SC04EOMUAMI1、JDQ39.SC04EOMUAML2、JSS15J.SC04EOMUBNB1、JSS15J.SC04EOMUBNC3、KOT49H.SC04EOMUFNF6からKOT49H.SC04EOMUFNI3になる。

2015年1月21日のアップデート
- 通話終了後にまれに再起動する場合がある不具合を修正する。
- ビルド番号がJDQ39.SC04EOMUAMDI、JDQ39.SC04EOMUAMF1、JDQ39.SC04EOMUAMF2、JDQ39.SC04EOMUAMG2、JDQ39.SC04EOMUAMI1、JDQ39.SC04EOMUAML2、JSS15J.SC04EOMUBNB1、JSS15J.SC04EOMUBNC3、KOT49H.SC04EOMUFNF6、KOT49H.SC04EOMUFNI3からKOT49H.SC04EOMUFOA2になる。

2015年3月10日
- 画面ロックの解除時にまれに再起動する場合がある。
- ビルド番号：KOT49H.SC04EOMUFOB2

2015年10月5日
- Android 5.0へOSアップデート。
- Bluetoothの再接続に時間がかかる場合がある。
- ビルド番号：LRX22C.SC04EOMUGOI4

2016年5月11日
- 通話中の録音機能が正常に動作しない場合がある。
- ビルド番号：LRX22C.SC04EOMUGPD3